# Dél-Korea elnökeinek listája

Az elnök felségjelzése

A lista a Koreai Köztársaság (ismertebb nevén Dél-Korea) elnökeit gyűjti össze az ideiglenes kormány időszakától kezdve. Az elnöki mandátum hosszát 1988-ban 5 évben határozták meg, 1948 és 1971 között négy év, 1971 és 1988 között pedig hét év volt. Az első oszlop az elnökök számát jelöli, míg a második az általuk betöltött időszakokét.

## Az ideiglenes kormány (1919–1948)
1. Li Szin Man (1919. szeptember 11. – 1925. március 21.)
2. Pak Unsik (1925. március 24. – 1925. szeptember)
3. I Szangljong (1925. szeptember – 1926. január)
4. I Dongnjong (1926. január – 1926. július 7.)
5. Hong Dzsin (1926. július 7. – 1926. december 9.)
6. Kim Gu (1926. december 9. – 1927. augusztus)
7. I Dongnjong (1927. augusztus – 1933. október)
8. Jang Githak (1933. október – 1935. október)
9. I Dongnjong (1935. október – 1940)
10. Kim Gu (1940 – 1948. július 24.)

## Koreai Köztársaság (1948–napjainkig)
Független
      Liberális / Centrista
      Konzervatív
| Sz#                                   | Név                                                     | Kép | Hivatalba lépés            | Hivatal vége                                                      | Politikai párt                                               |
| ------------------------------------- | ------------------------------------------------------- | --- | -------------------------- | ----------------------------------------------------------------- | ------------------------------------------------------------ |
| Az Első Koreai Köztársaság elnökei    |                                                         | |                            |                                                                   |                                                              |
| 1.                                    | Li Szin Man (I Seungman) 이승만 / 李承晩 1875–1965      | | 1948. július 20.           | 1952. augusztus 15.                                               | Demokratikus Párt ↓ Szabadság Párt ↓ Szabadság Párt          |
| 1.                                    | Li Szin Man (I Seungman) 이승만 / 李承晩 1875–1965      | 1952. augusztus 15. | 1956. augusztus 15.        |                                                                   | Demokratikus Párt ↓ Szabadság Párt ↓ Szabadság Párt          |
| 1.                                    | Li Szin Man (I Seungman) 이승만 / 李承晩 1875–1965      | 1956. augusztus 15. | 1960. április 26.          |                                                                   | Demokratikus Párt ↓ Szabadság Párt ↓ Szabadság Párt          |
| 1.                                    | Li Szin Man (I Seungman) 이승만 / 李承晩 1875–1965      | Ebben az időszakban Ho Dzsong miniszterelnök látta el az elnöki teendőket ügyvivőként.                                     |                            |                                                                   |                                                              |
| A Második Koreai Köztársaság elnökei  |                                                         | |                            |                                                                   |                                                              |
| 2.                                    | Jun Boszon3 (Yun Po-sun) 윤보선 / 尹潽善 1897–1990      | | 1960. augusztus 13.        | 1962. március 22.                                                 | Demokratikus ↓ Új Demokratikus                               |
| 2.                                    | Jun Boszon3 (Yun Po-sun) 윤보선 / 尹潽善 1897–1990      | Ebben az időszakban Pak Csong Hi, a Nemzeti Újjáépítés Legfelsőbb Tanácsa elnöke látta el az elnöki teendőket ügyvivőként. |                            |                                                                   |                                                              |
| A Harmadik Koreai Köztársaság elnökei | Jun Boszon3 (Yun Po-sun) 윤보선 / 尹潽善 1897–1990      | |                            |                                                                   |                                                              |
| 3.                                    | Pak Csong Hi (Park Chung Hee) 박정희 / 朴正熙 1917–1979 | | 1963. december 17.         | 1967. július 1.                                                   | Demokratikus Köztársasági Párt                               |
| 3.                                    | Pak Csong Hi (Park Chung Hee) 박정희 / 朴正熙 1917–1979 | 1967. július 1. | 1971. július 1.            |                                                                   | Demokratikus Köztársasági Párt                               |
| 3.                                    | Pak Csong Hi (Park Chung Hee) 박정희 / 朴正熙 1917–1979 | 1971. július 1. | 1972. december 26.         |                                                                   | Demokratikus Köztársasági Párt                               |
| A Negyedik Koreai Köztársaság elnökei |                                                         | |                            |                                                                   |                                                              |
| 3.                                    | Pak Csong Hi (Park Chung Hee) 박정희 / 朴正熙 1917–1979 | | 1972. december 27.         | 1978. december 26.                                                | Demokratikus Köztársasági Párt                               |
| 3.                                    | Pak Csong Hi (Park Chung Hee) 박정희 / 朴正熙 1917–1979 | 1978. december 27. | 1979. október 26.          |                                                                   | Demokratikus Köztársasági Párt                               |
| 3.                                    | Pak Csong Hi (Park Chung Hee) 박정희 / 朴正熙 1917–1979 | Ebben az időszakban Cshö Gjuha miniszterelnök látta el az elnöki teendőket ügyvivőként.                                    |                            |                                                                   |                                                              |
| 4.                                    | Cshö Gjuha (Choe Gyuha) 최규하 / 崔圭夏 1919–2006       | | 1979. december 8.          | 1980. augusztus 16.                                               | független                                                    |
| 4.                                    | Cshö Gjuha (Choe Gyuha) 최규하 / 崔圭夏 1919–2006       | Ebben az időszakban Pak Cshunghun miniszterelnök látta el az elnöki teendőket ügyvivőként.                                 |                            |                                                                   |                                                              |
| 5.                                    | Cson Duhvan (Jeon Duhwan) 전두환 / 全斗煥 1931–2021     | | 1980. szeptember 1.        | 1981. március 2.                                                  | Demokratikus Igazság Pártja                                  |
| Az Ötödik Koreai Köztársaság elnökei  |                                                         | |                            |                                                                   |                                                              |
| 5.                                    | Cson Duhvan (Jeon Duhwan) 전두환 / 全斗煥 1931–2021     | | 1981. március 3.           | 1988. február 24.                                                 | Demokratikus Igazság Pártja                                  |
| A Hatodik Koreai Köztársaság elnökei  |                                                         | |                            |                                                                   |                                                              |
| 6.                                    | No Theu (No Taeu) 노태우 / 盧泰愚 1932–2021             | | 1988. február 25.          | 1993. február 24.                                                 | független                                                    |
| 7.                                    | Kim Jongszam (Kim Young-sam) 김영삼 / 金泳三 1927–2015  | | 1993. február 25.          | 1998. február 24.                                                 | független                                                    |
| 8.                                    | Kim Dedzsung (Kim Dae-jung) 김대중 / 金大中 1924–2009   | | 1998. február 25.          | 2003. február 24.                                                 | Demokratikus Párt                                            |
| 9.                                    | No Muhjon (Roh Mu-hyun) 노무현 / 盧武鉉 1946–2009       | | 2003. február 25.          | 2008. február 24.                                                 | Uri Párt ↓ Egyesült Új Demokratikus Párt ↓ Demokratikus Párt |
| 10.                                   | I Mjongbak (Lee Myung-bak) 이명박 / 李明博 1941–        | | 2008. február 25.          | 2013. február 25.                                                 | Nagy Nemzeti Párt (2013 után Szenuri Párt)                   |
| 11.                                   | Pak Kunhje (Park Geun-hye) 박근혜 / 朴槿惠 1952–        | | 2013. február 25.          | felfüggesztve: 2016. december 9. lemondatva: 2017. március 10.    | Szenuri Párt ↓ Szabad Korea Párt                             |
| -                                     | Hvang Gjoan (Hwang Kyo-ahn) 황교안 / 黃敎安 1957–       | | 2016. december 9. ügyvivő  | 2017. május 19.                                                   | független                                                    |
| 12.                                   | Mun Dzsein (Moon Jae-in) 문재인 / 文在寅 1953–          | | 2017. május 10.            | 2022. május 10.                                                   | Demokratikus Összefogás                                      |
| 13.                                   | Jun Szogjol (Yoon Suk Yeol) 윤석열 / 尹錫悅 1960–       | | 2022. május 10.            | 2024. december 14-től felfüggesztve 2025. április 4-én lemondatva | Polgári Erő Pártja                                           |
| –                                     | Han Dokszu (Han Duck-soo) 한덕수 / 韓悳洙 1949–         | | 2024. december 14. ügyvivő | 2025. május 1.                                                    | független                                                    |
| –                                     | I Dzsuho (Lee Ju-ho) 이주호 / 李周浩 1961–              | | 2025. május 2. ügyvivő     | 2025. június 4.                                                   | független                                                    |
| 14.                                   | I Dzsemjong (Lee Jae-myung) 이재명 / 李在明 1963–       | | 2025. június 4.            | hivatalban                                                        | Demokratikus Összefogás                                      |

### Fordítás
Ez a szócikk részben vagy egészben  a   List of Presidents of South Korea című angol Wikipédia-szócikk ezen változatának fordításán alapul.  Az eredeti cikk szerkesztőit annak laptörténete sorolja fel. Ez a jelzés csupán a megfogalmazás eredetét és a szerzői jogokat jelzi, nem szolgál a cikkben szereplő információk forrásmegjelöléseként.